# كارل جراف
كارل جراف (بالإنجليزية: Carl Graf)‏ هو رسام أمريكي، ولد في 27 سبتمبر 1892 في بيدفورد في الولايات المتحدة، وتوفي في 1947 في إنديانابوليس في الولايات المتحدة بسبب إنفلونزا.